# HD 104985 b
إتش دي 104985 ب ويسمى أيضًا ميزتلي، هو كوكب خارج المجموعة الشمسية يبعد حوالي 97 فرسخ فلكي (317 سنة ضوئية من الشمس في كوكبة الزرافة.
ويبلغ الدور المداري للكوكب 198 يومًا، ويدور الكوكب حول النجم العملاق الأصفر إتش دي 104985 (توناتيوه) على بعد 0.78 وحدة فلكية. كما تبلغ كتلته 61/3 كتلة مشتري، ما يجعله عملاق غازي.
اكتشف الكوكب عام 2003، وسمي إتش دي 104985 ب. وفي يوليو 2014، أطلق الاتحاد الفلكي الدولي نظامًا لتسمية كواكب محددة خارج المجموعة الشمسية هي ونجومها أسماءً لائقة. شملت العملية ترشيحات عامة وتصويت على الأسماء الجديدة. وفي ديسمبر 2015، أعلن الاتحاد الفلكي الدولي أن الاسم الذي سيحصل عليه الكوكب هو «ميزتلي». وقدر رشّح هذا الاسم يورانيا سوسيداد الفلكية من ولاية موريلوس، المكسيك. ويعني «ميزتلي» إلهة القمر في الحضارة الآزتكية.

## وصلات خارجية
- "HD". Exoplanets. مؤرشف من الأصل في 2017-03-12.
- محاكاة المدار